# Keylogger
En keylogger er et stykke software, der registrerer alt input fra tastaturet. Det bruges til at spionere mod den bruger, hvis computer er inficeret med virussen, oftest med henblik på at stjæle adgangskoder, kontonumre og andre følsomme oplysninger, når brugeren handler eller ordner bankforretninger via nettet. Oplysningerne kan blive gemt i en logfil på offerets computer og/eller automatisk blive sendt til en forudbestemt e-mailadresse. Visse programmer til "forældrekontrol" indeholder reelt også en keylogger beregnet på at overvåge børns brug af chatprogrammer mv.
Keyloggere fås som regel ved at installere en .exe-fil (eksekverbar fil), som installerer et skadeligt program på computeren. Spyware kan forhindres af et antivirusprogram.